# Carinata midfasciana
Carinata midfasciana är en insektsart som beskrevs av Wang och Li 2001. Carinata midfasciana ingår i släktet Carinata och familjen dvärgstritar. Inga underarter finns listade i Catalogue of Life.